# Staustufe Untertürkheim

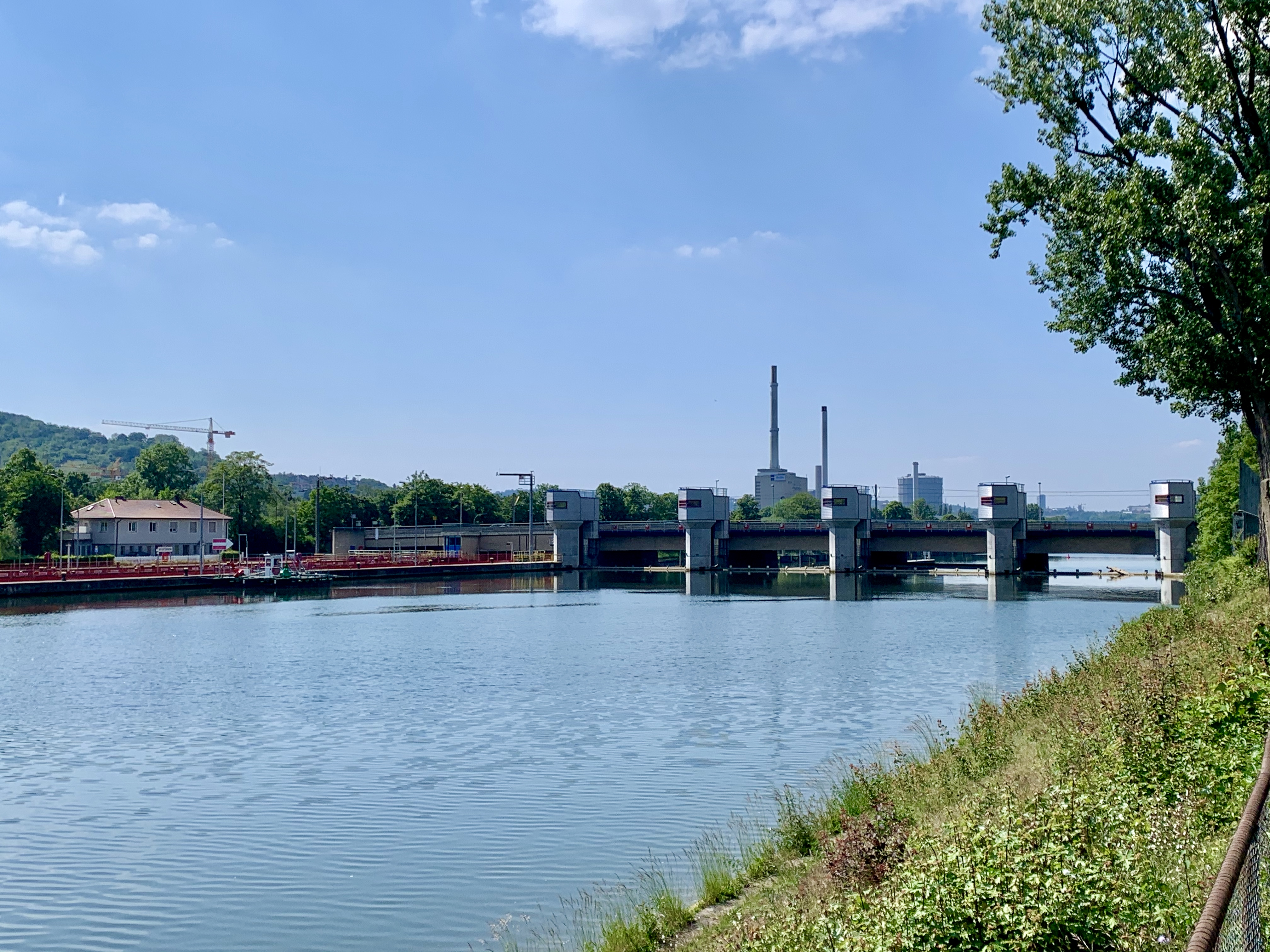
Staustufe Untertürkheim

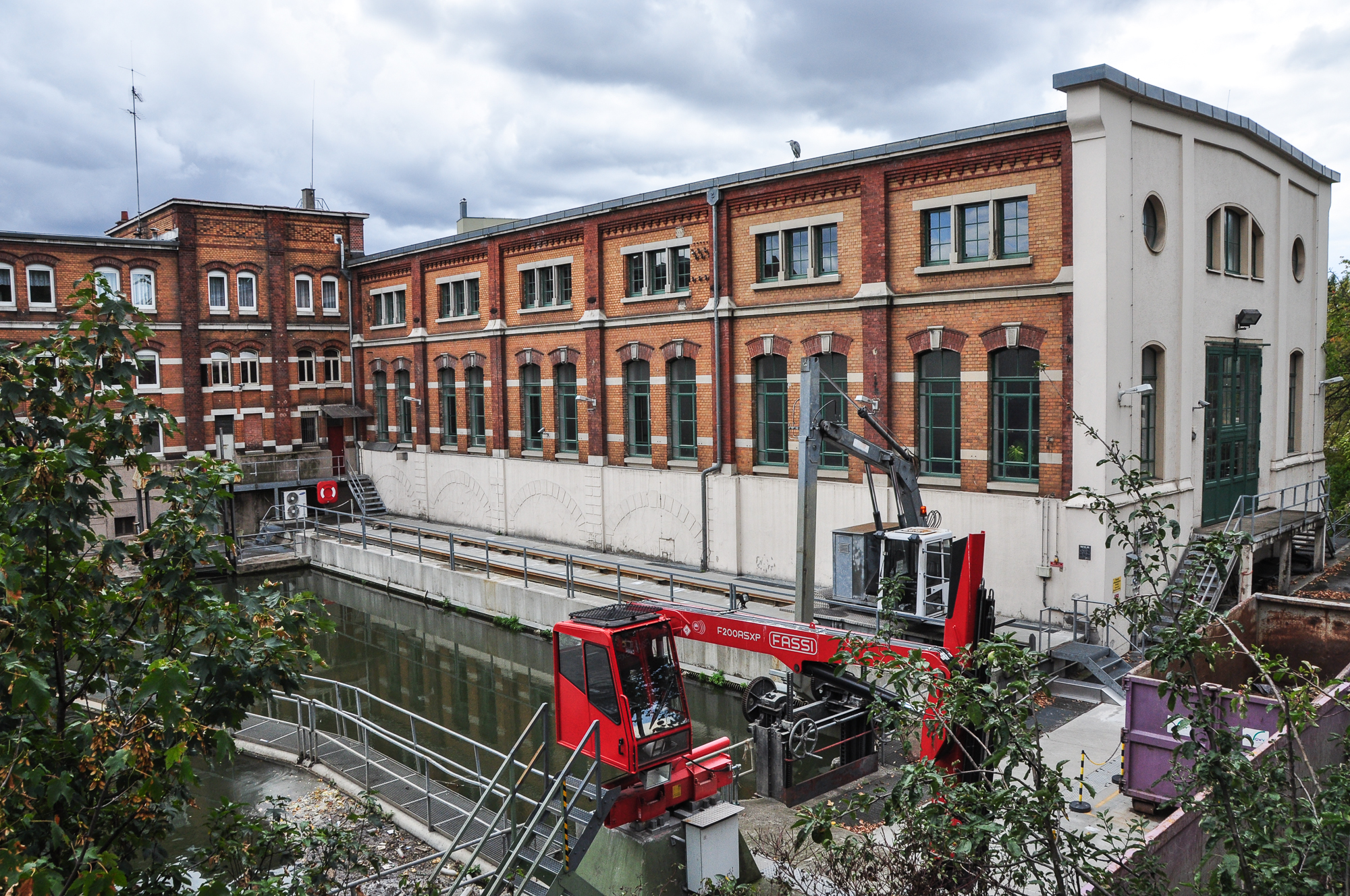
Turbinenhalle des Wasserkraftwerks

Die Staustufe Untertürkheim aus dem Jahr 1923 besteht aus einem vierfeldrigen Wehr mit Doppelkammerschleuse. Sie liegt unmittelbar unterhalb des Hafens Stuttgart am Neckar. Über das Wehr hinweg verläuft eine Straßenbrücke mit Stadtbahngleisen, die die Stadtteile Wangen und Untertürkheim miteinander verbindet. Die Schleuse von 1958 wird von der Fernbedienzentrale in der Staustufe Untertürkheim fernbedient.

## Sanierung 2012
Die Wehranlage wurde 1923 in Betrieb genommen. Durch Kriegszerstörung und mehrere Sanierungsmaßnahmen hatte sich die Gestalt von Wehranlage und Straßenbrücke innerhalb dieser Zeit mehrfach verändert.
Die Verschluss- und die Antriebskonstruktion waren mittlerweile über 80 Jahre alt. Sich häufende Störfälle am Antrieb gaben den Anlass zu einer eingehenden Bestandsaufnahme des gesamten Wehrbauwerks. Diese umfasste vor allem auch die Betonkonstruktion, da bekannt war, dass bereits bei früheren Sanierungsmaßnahmen beträchtliche Schäden am Bauwerk behoben werden mussten.
Die Bestandsaufnahme führte zu dem Ergebnis, dass Verschlüsse und Antriebe durch Konstruktionen ersetzt werden müssen, die dem Stand der Technik entsprechen. Darüber hinaus war auch die Betonkonstruktion in einem Zustand, der eine grundlegende Erneuerung erforderlich machte.

## Die neue Stauwehrkonstruktion
Die Grundinstandsetzung umfasste im Wesentlichen folgende Maßnahmen:
- Ersatz der bestehenden Antriebs- und Verschlusskonstruktion durch neue Rollschütze mit Aufsatzklappen. Jeder Verschluss wird zukünftig mit zwei Antrieben mit Hubketten ausgerüstet.
- Abriss der alten Wehrpfeiler oberwasserseitig der Straßenbrücke und Errichtung neuer Wehrpfeiler einschließlich Gründung. Jeder neue Wehrpfeiler wird wegen der Unterbringung der Getriebe mit einem Pfeilerhaus ausgestattet, das wegen der gestiegenen Platzanforderungen höher und im oberen Bereich auch breiter sein wird als bisher.
- Auftriebssicherung der Wehrsohlen mittels Verankerung, Verstärkung der bestehenden Wehrsohlen, Verfüllung der Hohlräume zwischen Sohle und Baugrund.
- Bau eines Unterwasser-Revisionsverschlusses, um zukünftig die Trockenlegung der Wehrsohlen für Inspektionen zu ermöglichen. Die Gestalt der Wehranlage wird dabei durch die Anforderungen aus Betriebssicherheit, Wartungsfreundlichkeit und Hydraulik verändert. Die Bundesanstalt für Wasserbau (BAW) stellt in ihrem Architekturentwurf den Bezug zur industriell geprägten Umgebungsarchitektur her. Grundriss und Volumen entstehen aus strömungstechnisch optimierter Grundform der Wehrpfeiler. Die entstehende Pfeilerhausform wirkt bootsförmig.

## Bauablauf
Die Grundinstandsetzung musste unter laufendem Betrieb der Wehranlage erfolgen. Es werden dabei jeweils zwei Wehrfelder je Bauabschnitt, beginnend auf der linken Flussseite, trockengelegt. Dies ermöglichte die komplette Neuerrichtung des dazwischen liegenden Pfeilers.
Hierzu war die Errichtung einer Baugrube aus Spundwänden vom Wasser aus erforderlich. Die Hochwasserabfuhr während der Bauzeit war sichergestellt. Dies wurde anhand umfangreicher Modellversuche bei der BAW untersucht.
Die Arbeiten begannen Anfang 2007 mit der Demontage der bestehenden Wehrverschlüsse und der Errichtung der Baugrubenumschließung in Feld 1 und 2. 2013 war die Erneuerung von Feld 3 und 4 beendet.

## Wasserkraftwerk
Die Wasserkraftanlage in Untertürkheim wurde bereits in den Jahren 1899 bis 1902 ursprünglich als Dampf- und Wasserkraftwerk gebaut. Es war das erste kommunale Stromerzeugungsunternehmen in Württemberg. Die Pionierarbeit in Untertürkheim setzte sich fort: 1924 wurde dort eine der ersten und größten Kaplanturbinen installiert.
Durch die Neckarverlegung und -kanalisierung 1923 wurde das neue Wehr westlich des Kraftwerks errichtet. Durch einen Kanal ist das Kraftwerk mit dem Neckar verbunden. Das Kraftwerk hat eine Leistung von 1,5 MW.
Am 29. August 2013 kam es zum Brand des Generators der Kaplan-Turbine von 1924, in Folge kam es zu einem Stromausfall in Untertürkheim.

## Lage
Die Staustufe Untertürkheim ist vom Rhein aus gesehen die 23. Anlage.